# 彼得堡對話

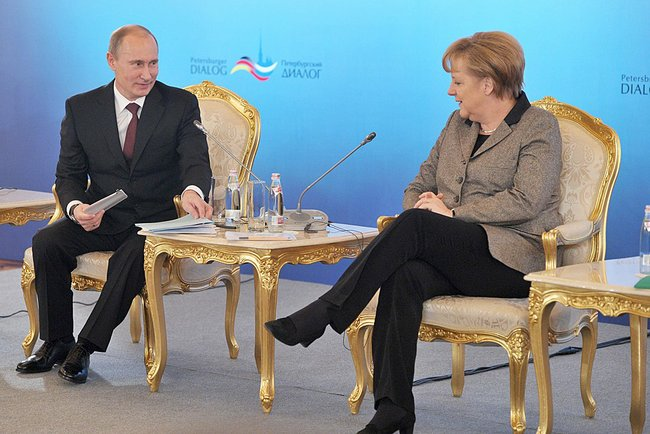
2012年兩國領袖在彼得堡對話

彼得堡對話（德語：Petersburger Dialog）是德國與俄羅斯之間的一系列雙方對話活動，旨在促進兩國之間的公民社會了解。2001年由時任兩國領導格哈特·施若德和佛拉迪米爾·普丁共同建立此一活動。

## 外部鏈結
- 活動官方網站 （页面存档备份，存于）